# Stazione di Stettino Centrale
La stazione di Stettino Centrale (in polacco Szczecin Główny) è la principale stazione ferroviaria della città di Stettino, nel voivodato della Pomerania occidentale, in Polonia. La stazione fu inaugurata il 15 agosto 1843 e si trova sulle linee Berlino-Stettino, Breslavia-Stettino, Poznań-Stettino, Bützow-Stettino e Stettino-Trzebież. I servizi ferroviari sono gestiti da PKP Intercity, Polregio e Deutsche Bahn.

## Storia
Nel 1836 fu fondato il Comitato berlinese per la costruzione della linea Berlino-Stettino. La linea ferroviaria fu completata nel 1842 e il 15 agosto 1843 entrò il primo treno proveniente da Berlino arrivò alla stazione, che a quel tempo era conosciuta come Berliner Bahnhof. Questa linea terminava a Berlino alla stazione Berlin Stettiner Bahnhof, successivamente ribattezzata Berlin Nordbahnhof. Questo fu l'inizio dello sviluppo ferroviario nella Pomerania.

## Rinnovamento
Nel 2007 la stazione è stata parzialmente ristrutturata in occasione delle gare della Regata dei Grandi Velieri. L'entrata della stazione e il ponte pedonale furono ammodernati.
Il 20 dicembre 2010 venne firmato un accordo per la ricostruzione della stazione e dei suoi dintorni. Era previsto che entro la fine del 2014 i lavori sarebbero stati completati.
Il 1º ottobre 2014, la PKP firmò il contratto per la ricostruzione della ferrovia. Nell'ambito di questo investimento vennero ricostruiti l'edificio della stazione, i binari 1 e 4 ed è stata costruita una nuova passerella. In futuro è stata prevista la seconda fase di ammodernamento della stazione. L'edificio principale della stazione venne completamente chiuso a causa dei lavori di ristrutturazione, con l'apertura di una stazione temporanea. Il 29 aprile 2016 è stata inaugurata la stazione ammodernata.
Il 14 novembre 2017, le Ferrovie di Stato polacche hanno firmato un accordo con la società Porr per la prossima fase di ricostruzione della stazione, che comprende tra l'altro la ricostruzione dei binari 2 e 3 nonché di un ponte pedonale.
Il 13 novembre 2018, il PKP ha firmato un accordo per il potenziamento del sistema di informazione dei passeggeri.

## Trasporto pubblico
Dalla stazione partono servizi di autobus e tram.

## Galleria d'immagini

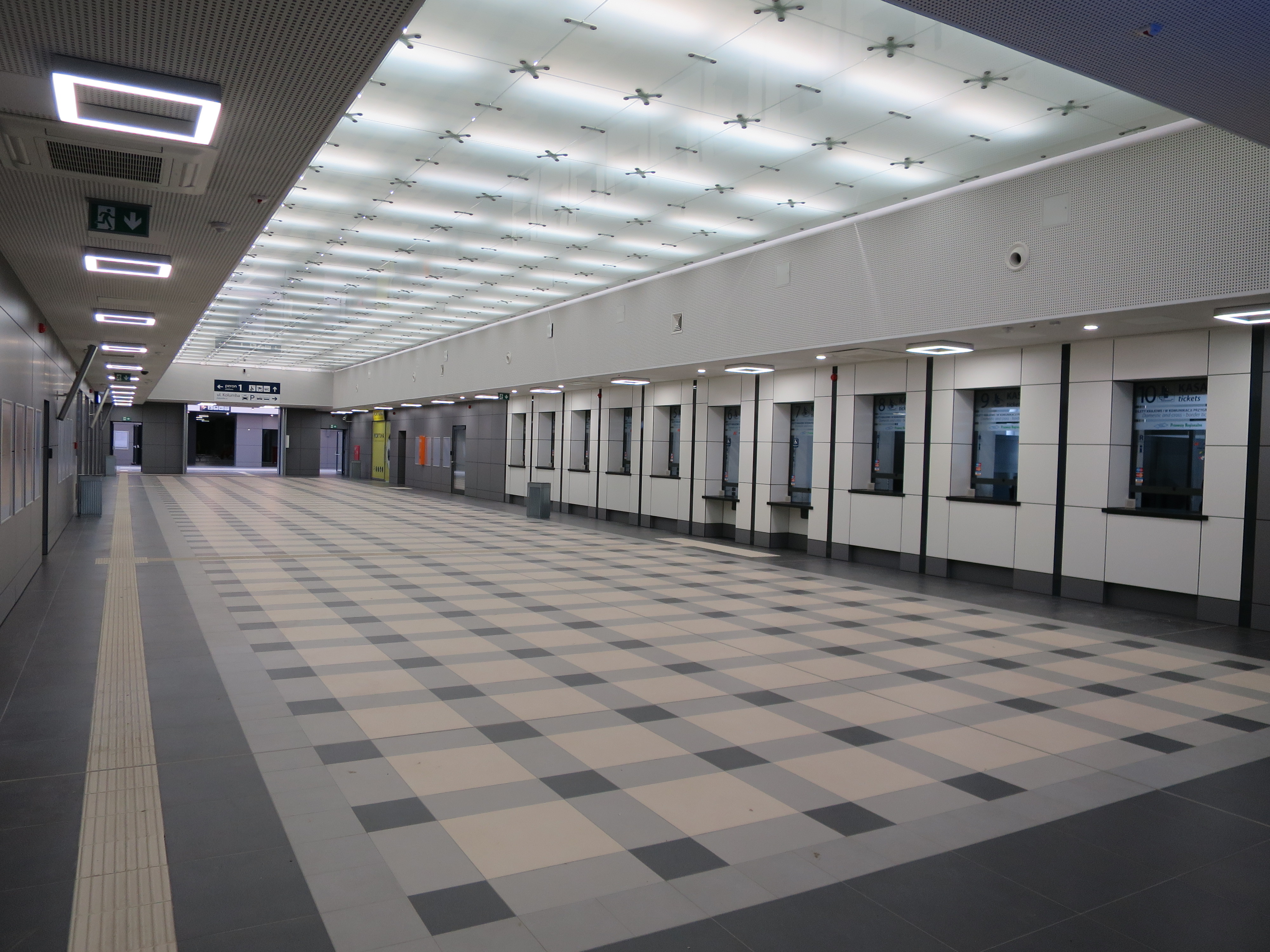
La biglietteria
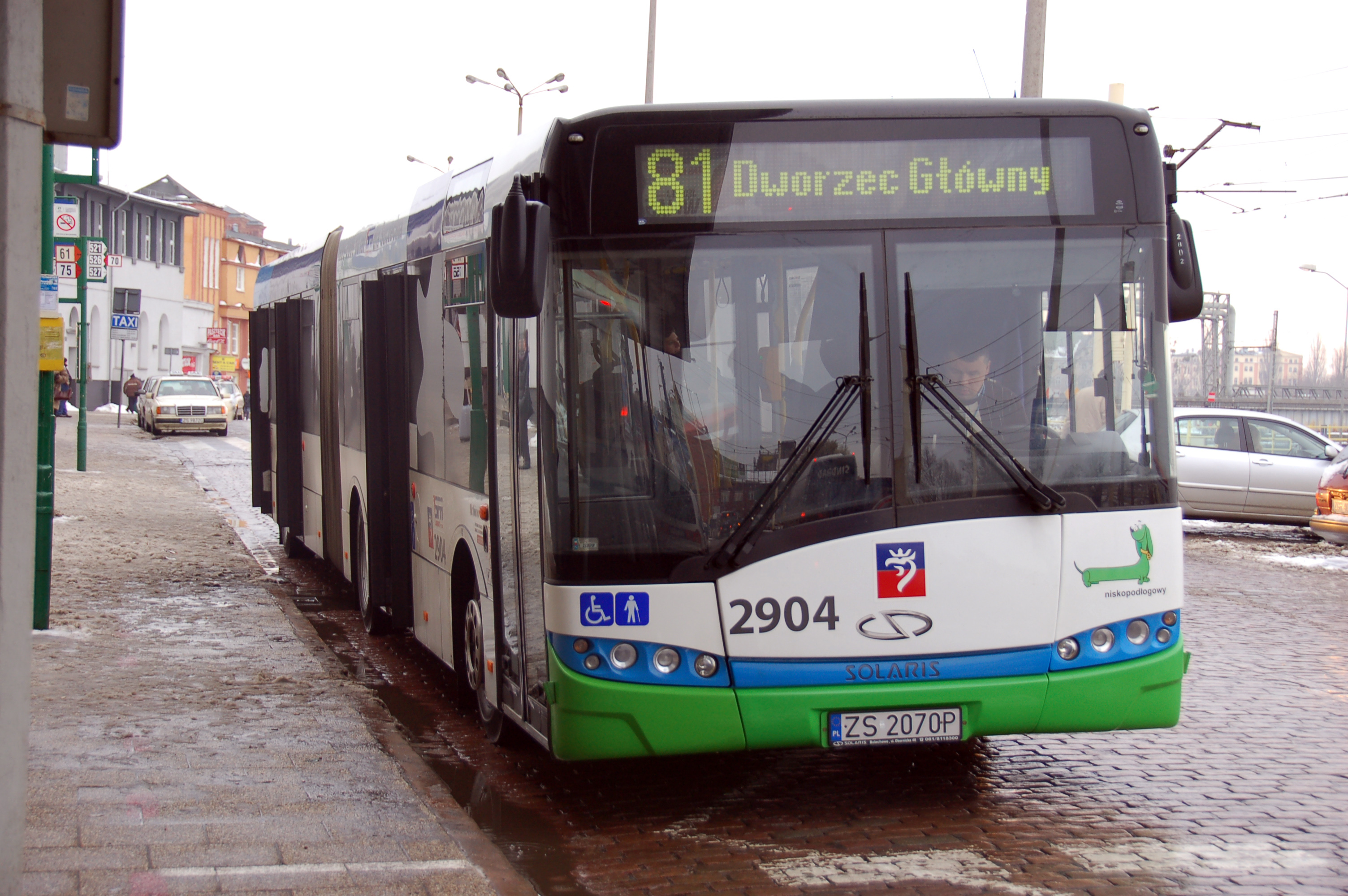
Un autobus fuori dalla stazione
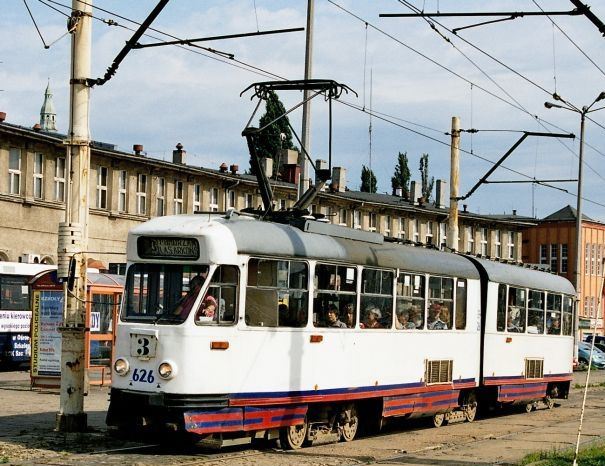
Un tram fuori dalla stazione
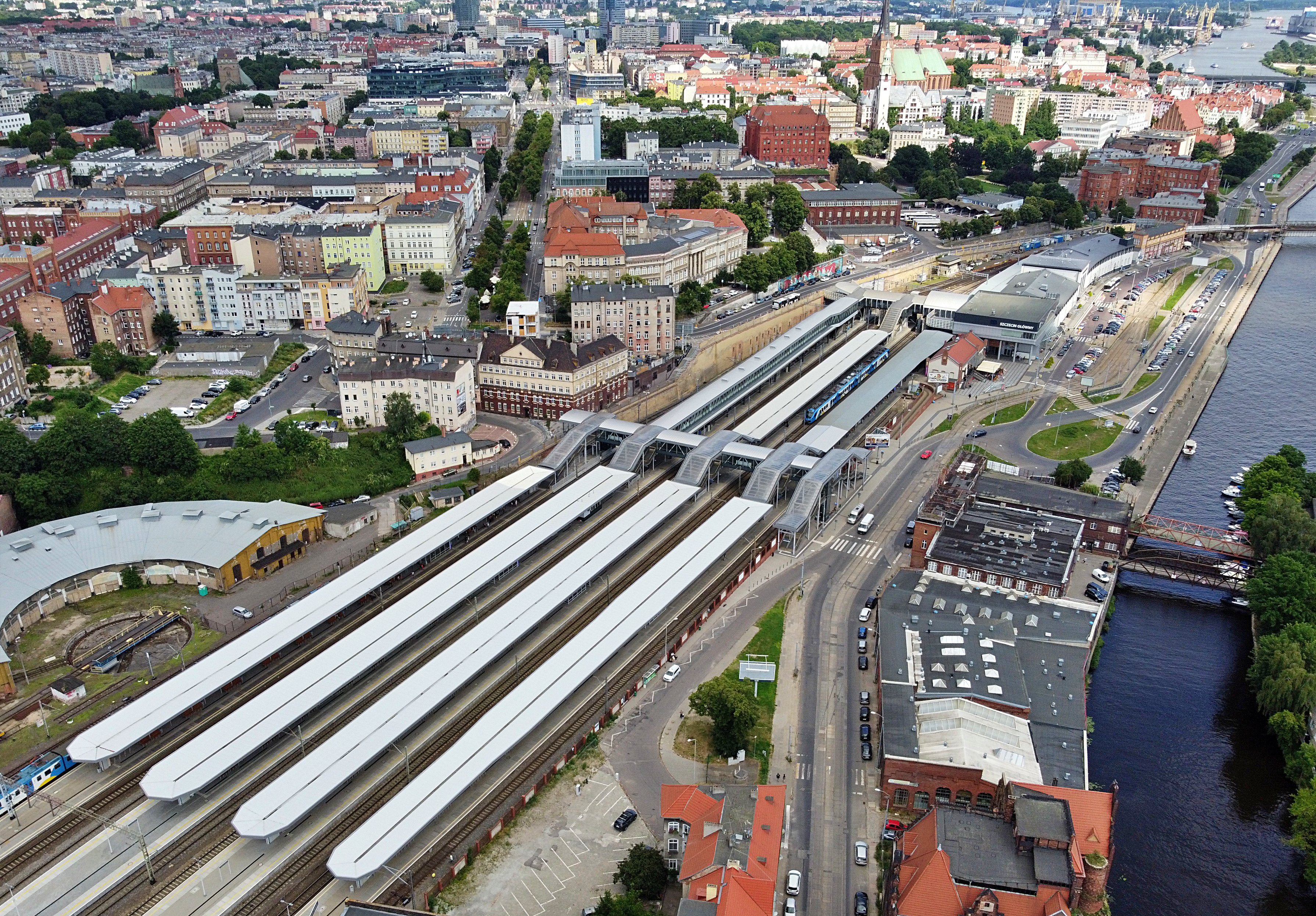
La stazione
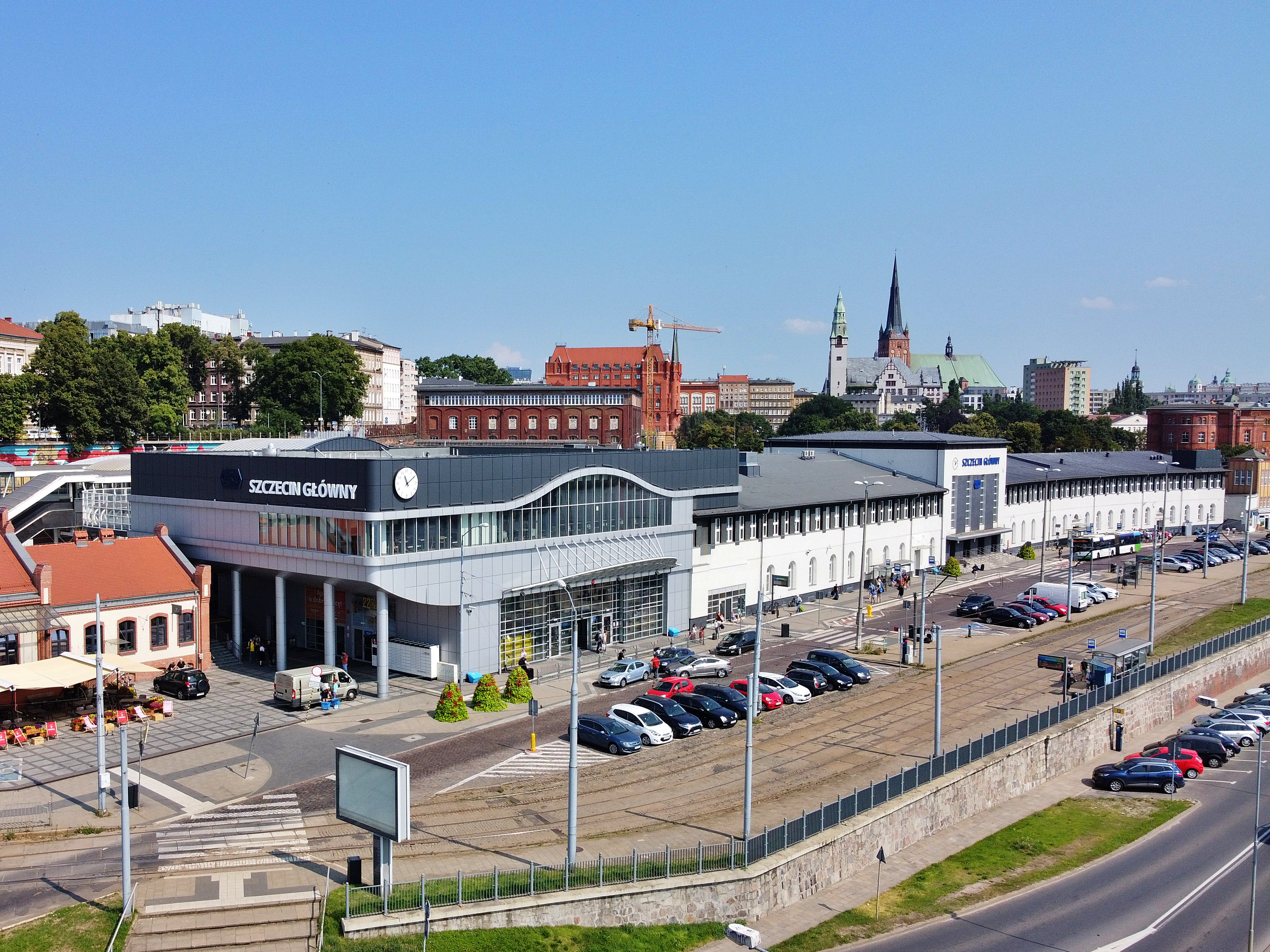
La stazione vista dall'alto, sullo sfondo le principali attrazioni della città